# Avidità (film)
Avidità (Begierde) è un film muto del 1921 diretto da Franz Hofer. Prodotto dalla Olaf-Film-GmbH (Berlin) e sceneggiato dallo stesso regista insieme a Demy Passau, aveva come interpreti Margit Barnay, Olaf Storm, Emil Biron, Leonhard Haske.

## Produzione
Il film fu prodotto dalla Olaf-Film-GmbH (Berlin).

## Distribuzione
Distribuito dalla Nemo-Film-Verleih, il film - con il visto di censura numero B.01219 che lo vietava ai minori - fu presentato in prima allo Schauburg di Berlino nel maggio 1921 dopo una proiezione per la stampa che si era tenuta  il 2 febbraio 1921.